# Nu NRG
Nu NRG ist ein Trance-Projekt der beiden italienischen DJs und Musikproduzenten Andrea Ribeca (* 1974 in Viterbo, Italien) und Giuseppe Ottaviani (* 1978 in Viterbo).

## Biographie
Nachdem Ribeca bereits einige Jahre als Resident-DJ in diversen Clubs gearbeitet hatte, lernte er 1999 auf einer Veranstaltung Ottaviani kennen und beide gründeten kurz darauf das Duo Nu NRG, welches 2001 von Paul van Dyk entdeckt, auf dessen Label Vandit Records unter Vertrag genommen wurde und schnell internationale Bekanntheit erlangte. Zu ihren bekanntesten Produktionen gehörten Dreamland und Free Fall. Am 12. Juli 2004 veröffentlichten sie ihr erstes Album Freefall. Parallel zur Studioarbeit traten beide auch als DJ-Duo oder Liveact auf diversen Veranstaltungen, wie der Nature One, auf. Neben Nu NRG veröffentlichten sie ebenfalls unter dem Alias The Moon.
Ende 2005 beschlossen Ribeca und Ottaviani die Zusammenarbeit einzustellen und sich Soloprojekten zu widmen. Einige, bei Auftritten gespielte Titel blieben bis heute unveröffentlicht.

## Diskographie

### Alben
| Nr. | Titel                             | Länge |
| --- | --------------------------------- | ----- |
| 01. | Nu NRG – Eclisse                  | 05:03 |
| 02. | Nu NRG vs Rob Aker – Visual Sonar | 08:11 |
| 03. | Nu NRG – Supersonik Way           | 06:08 |
| 04. | Nu NRG – Bonsai                   | 06:17 |
| 05. | Nu NRG – Free Fall                | 07:35 |
| 06. | Nu NRG – Connective               | 06:46 |
| 07. | Nu NRG – Butterfly                | 04:53 |
| 08. | Nu NRG vs Gate 4 – Astralis       | 07:44 |
| 09. | Nu NRG – Tommotor                 | 07:13 |
| 10. | Nu NRG – The Shadow               | 06:24 |
| 11. | Nu NRG – Aloa P                   | 06:53 |
| 12. | Nu NRG – Dreamland                | 04:18 |

| Nr. | Titel                                    | Länge |
| --- | ---------------------------------------- | ----- |
| 01. | Nu NRG – Intro                           | 03:41 |
| 02. | Nu NRG – Kosmosy                         | 05:54 |
| 03. | Nu NRG Feat. Gate 4 – Astralis           | 06:52 |
| 04. | Nu NRG – Freefall                        | 04:59 |
| 05. | Nu NRG – Opportunity                     | 05:33 |
| 06. | Nu NRG – Dreamland 2005                  | 06:05 |
| 07. | Nu NRG – Butterfly                       | 04:53 |
| 08. | Nu NRG – Connective                      | 05:04 |
| 09. | Nu NRG – D-31                            | 05:42 |
| 10. | Nu NRG – Casino                          | 04:31 |
| 11. | New Energy – Take Your Air (2003 Mix)    | 05:37 |
| 12. | Nu NRG – Natural Think                   | 06:05 |
| 13. | Nu NRG vs. José Amnesia – Be Rite Back   | 05:54 |
| 14. | Nu NRG – Last Experience (2001 Original) | 06:06 |

### Singles
- 2000: Energizer
- 2000: Minimal Trip
- 2000: Pick Up
- 2000: Rave On Tribe
- 2001: Aloa-P
- 2001: Dreamland
- 2001: New Energy – Apple Juice
- 2001: New Energy – Energetic Wave
- 2001: New Energy – Illusion
- 2001: New Energy – One Turn
- 2001: New Energy – Take your Air
- 2001: Spike
- 2002: High Volume (feat. The Moon)
- 2002: The Moon Loves The Sun (feat. The Moon)
- 2002: Supersonic (feat. The Moon)
- 2003: Connective
- 2003: Le Mirage
- 2003: The Mind
- 2003: Butterfly
- 2003: Space Flower
- 2003: Supersonic Way
- 2003: Take your Air
- 2003: Universe
- 2004: Free Fall
- 2005: Atomo
- 2005: Dreamland’05
- 2006: Casino
- 2006: Kosmosy
- 2006: Last Experience
- 2007: Bonsai
- 2007: Be Right Back
- 2007: Natural Think
- 2007: Astralis
- 2007: Visual Sonar (vs. Rob Aker)

### Remixe (Auswahl)
- 2001: Kamara feat. P. Charming – Ave Mea Italia
- 2002: Angelic Touchdown – Marinero
- 2002: Sunblind – Believe
- 2002: Three Drives – Carrera 2
- 2003: Basic Dawn – Pure Thrust
- 2003: FX Zone – Synthasia
- 2004: GeM Project – Sunday Afternoon
- 2004: José Amnesia – The Eternal
- 2004: Mark Dawn – Random Walk
- 2004: Sandra Flyn – Brightness
- 2006: Second Sun – Playground

## Auszeichnungen
- 2004: Trance Awards – Best Live Act